# Пиреш Велозу, Антониу
Анто́ниу Эли́зиу Капе́лу Пи́реш Вело́зу (порт. António Elísio Capelo Pires Veloso; 10 августа 1926, Говея — 17 августа 2014, Порту) — португальский генерал и правый политический деятель, активный участник колониальной войны и послереволюционной политической борьбы. Был последним губернатором Сан-Томе и Принсипи, командовал Северным военным округом в период Жаркого лета, состоял в Революционном совете. Сыграл важную роль в ноябрьских событиях 1975 на стороне антикоммунистических сил. Баллотировался в президенты Португалии на выборах 1980 года.

## Служба и война
Родился в семье школьных учителей. В 1944 поступил на подготовительные курсы факультета точных и естественных наук Университета Порту. Два года спустя был принят в военное училище, окончил в 1949 в звании лейтенанта сухопутных войск.
Первые годы службы провёл в гарнизоне Макао. В 1951 был переведён в Португалию. До 1961 года служил в егерском батальоне, на авиабазе, в Институте военной техники.
Участвовал в колониальной войне, служил в португальских войсках в Анголе (1961—1964) и в Мозамбике (1965—1974). В 1962 был награждён Военным Ависским орденом.

## Революционный комиссар и командующий округом
Антониу Пиреш Велозу поддержал и присоединился к Апрельской революции 1974 года. Новые власти назначили его губернатором, затем верховным комиссаром Сан-Томе и Принсипи. Пиреш Велозу организовывал процесс деколонизации островов.
12 июля 1975 года была провозглашена независимость Сан-Томе и Принципи. Антониу Пиреш Велозу вернулся в Португалию и в звании бригадира занял пост командующего Северным военным округом. Штаб округа расположен в Порту.

## Бригадир-антикоммунист. Роль 25 ноября 1975
Антониу Пиреш Велозу являлся жёстким противником Португальской компартии (ПКП) и её союзников в Движении вооружённых сил. В этом Пиреш Велозу нашёл многочисленных союзников в Северном регионе, где были сильны массовые антикоммунистические настроения. Политическое влияние и популярность Пиреша Велозу были столь значительны, что он получил прозвище Vice-Rei do Norte — Вице-король Севера. Так же был прозван гражданский губернатор округа Брага Эурику ди Мелу, с которым генерал Пиреш Велозу тесно сотрудничал в антикоммунистическом противостоянии.
Командующий Северным округом установил прочную связь и активное сотрудничество с правоцентристской Народно-демократической партией (НДП) и с лидером правых сил — настоятелем кафедрального собора Браги каноником Эдуарду Мелу Пейшоту. В период Жаркого лета Антониу Пиреш Велозу «прикрывал» антикоммунистические и антиправительственные акции движения Мария да Фонте. Высказывал симпатии к подпольной организации МДЛП и даже ультраправой ЭЛП. Предполагается, что в МДЛП состояли офицеры штаба округа, но это Пиреш Велозу категорически отрицал.
Северный военный округ был объявлен «резервом и гарантом демократических идеалов революции». Антониу Пиреш Велозу стал одним из ключевых деятелей Ноябрьского кризиса 1975. Под его командованием войска Северного округа решительно встали на сторону правых сил и участвовали в подавлении «путча Карвалью». Бригадир Пиреш Велозу предупредил, что окажет вооружённое сопротивление и взял под военный контроль ключевые объекты и коммуникации региона. Он предлагал сформировать антикоммунистическое временное правительство и разместить его в Порту. Жёсткие предупреждения Пиреша Велозу деморализовали коммунистических активистов. Президент Франсишку да Кошта Гомиш сказал Алвару Куньялу, что силовые действия ПКП обречены на провал из-за «дисциплинированной силы Севера».
События 25 ноября 1975 стали поворотным моментом в политическом развитии послереволоюционной Португалии. Антониу Пиреш Велозу считал их «спасением идеалов 25 апреля, которые пытались исказить ультралевые тоталитарные элиты».

## Член Революционного совета. Кандидат в президенты
После 25 ноября 1975 и до 14 ноября 1977 Пиреш Велозу совмещал должность командующего округом с членством в Революционном совете. Участвовал в выдвижении Рамалью Эанеша на президентских выборах 1976 года. Способствовал отказу от прокоммунистических и левосоциалистических установок предшествовавшего периода. Отстаивал в Революционном совете позиции и интересы португальского Севера.
В июне 1976 года Пиреш Велозу получил тяжёлые травмы при катастрофе военного вертолёта, но смог быстро восстановиться. Оставил командование округом и вышел из Революционного совета в ноябре 1977 года. 19 ноября 1977 десятки тысяч людей на митинге в Порту вручили сыну бригадира Антониу Мануэлу символический «меч почёта» для передачи отцу.
На выборах 1980 года Антониу Пиреш Велозу баллотировался в президенты Португалии как независимый кандидат. Однако правый лагерь консолидировался вокруг генерала Соареша Карнейру. Пиреш Велозу получил лишь 45132 голоса — 0,78 % (президентом был повторно избран Рамалью Эанеш).
В 1980-х Пиреш Велозу преподавал в Институте высших военных исследований. Занимался сельским хозяйством на собственной ферме. С 1988 года — генерал-майор сухопутных войск.

## Сторонник «нового 25 апреля»
Генерал Пиреш Велозу пользовался в Португалии большим авторитетом как участник революционных событий, особенно Ноябрьского кризиса. В 2006 году «за фундаментальную роль в укреплении национальной демократии в период командования Северным военным округом» он был награждён муниципальной медалью «За заслуги» города Порту.
В своих выступлениях Пиреш Велозу давал нестандартные оценки событий середины 1970-х годов. Высказывал сожаление в связи с тем, что в конце 1975 года не был доведён до конца разгром ПКП. Ответственность за это возлагал на Эрнешту Мелу Антунеша, который «когда Куньял и его группа уже сидели на чемоданах, выступил в телевидению и призвал не громить их партию». Пиреш Велозу считал Мелу Антунеша «леваком и ярым коммунистом, в последний момент догадавшимся сменить позицию». Негативно относился также к Рамалью Эанешу — обвинял его в бездействии в решающий момент, говорил, будто в лидеры Эанеш был выдвинут только за представительную внешность: «его считают героем 25 ноября, но это не так». В то же время очень позитивно Пиреш Велозу оценивал деятельность Жайме Невиша, Франсишку Са Карнейру, Мариу Соареша.
В 2009 году Антониу Пиреш Велозу издал книгу воспоминаний Vice-Rei do Norte. Memórias e revelações — Вице-король Севера. Воспоминания и откровения.
В последние годы жизни генерал Пиреш Велозу довольно жёстко оценивал ситуацию в стране. В 2002 он сравнивал положение в Португалии с периодом «Жаркого лета», только при «более коварной форме анархии». Выступал в поддержку «приносимых в жертву трудящихся» против «партийных политиков, забывших об идеалах Апреля и правящих посредством сговора».

Португалия снова в опасности, под угрозой национальный суверенитет. Псевдодемократия принимает и отменяет законы в интересах A, B или C. Вчера врагом была коммунистическая идеология. Сегодня — алчность нерегулируемых рынков, которая топит многие страны в безработице и режиме строгой экономии.

Антониу Пиреш Велозу, 2012 год

Решение проблем Пиреш Велозу видел через «что-то вроде нового 25 апреля», но не путём военного переворота, а выступлением народных масс.

## Память и конфликты
Скончался Антониу Пиреш Велозу в возрасте 88 лет.
Месяц спустя, 16 сентября 2014 муниципальная ассамблея Порту приняла решение назвать одну из городских площадей именем Антониу Пиреша Велозу. С инициативой выступили депутаты Социал-демократической партии (бывшая НДП), их поддержали представители Народной партии. Против голосовали депутаты Левого блока. Через год в Порту был установлен бронзовый бюст Антониу Пиреша Велозу. В церемонии участвовали мэр Порту и министр национальной обороны.
Отношение к Антониу Пирешу Велозу не является однозначным и зависит от политической ориентации. Сторонники правых и центристских сил причисляют его к национальным героям. Особенно популярен Пиреш Велозу в Порту и сопредельном регионе, где его называют «душой Севера». С другой стороны, коммунисты и левые радикалы воспринимают его с ненавистью, как «человека не 25 апреля, а 25 ноября». Вскоре после установления бюст Пиреша Велозу подвергся ночной атаке вандалов.

## Семья
Антониу Пиреш Велозу был женат, имел сына и дочь.
Старший брат Аурелиану Велозу в 1976—1980 был первым демократически избранным мэром Порту. Племянник Руй Велозу — известный музыкант, считается «отцом португальского рока».